# Критерій Бокса-Пірса

## Означення Q-тесту
Тестова статистика обчислюється за формулою:

```

  

    

      

        
Q

        
=

        
n

        

          
∑

          

            
j

            
=

            
1

          

          

            
p

          

        

        

          
r

          

            
j

          

          

            
2

          

        

      

    

    
{\displaystyle Q=n\sum _{j=1}^{p}r_{j}^{2}}

  

, де n- кількість спостережнь. 
```

Вибіркові коефіцієнти автокореляції рівні:

{\displaystyle r_{j}={\frac {\sum _{t=j+1}^{n}e_{t}e_{t-j}}{\sum _{t=1}^{n}e_{t}^{2}}}}. 

Цей тест асимптотично еквівалентний попередньому й спостережуване значення Q також звіряють із таблицею розподілу {\displaystyle \chi ^{2}} з р ступенями вільності. 
Високі значення Q свідчать проти гіпотези про відсутність автокореляції.

При подальшім вивченні з'ясувалося, що вибіркові значення Q-Статистики Бокса-Пірса можуть значно відхиляться від розподілу χ2 . 
Для поліпшення апроксимації Льюнг і Бокс запропонували використовувати точну формулу дисперсії. 
Отримана ними статистика отримала назву: Q-Статистика Льюнга- Боксу.